# Кіровський транспортний технікум
Кіровський транспортний технікум — вищий навчальний заклад першого рівня акредитації у місті Голубівка, що готує фахівців в області залізничного та автомобільного транспорту.
Заснований 11 листопада 1968 року.